# Камбрешко
Камбрешко (словен. Kambreško) — поселення на пагорбах над правим берегом річки Соча в общині Канал, Регіон Горишка, Словенія. Висота над рівнем моря: 541 м.